# Петрунічев Микола Олексійович
Микола Олексійович Петрунічев (10 грудня 1899, місто Бельов Тульської губернії, тепер Тульської області, Російська Федерація — пропав безвісти в грудні 1941, Російська Федерація) — радянський діяч, керуючий справами Ради народних комісарів СРСР, відповідальний секретар Бєлгородського окружного комітету ВКП(б). Член Комісії радянського контролю при РНК СРСР у 1934—1939 роках. Депутат Верховної ради СРСР 1-го скликання.

## Біографія
Народився в родині ремісника-кравця. У 1911 році закінчив Бельовську початкову школу, в 1915 році — вище початкове училище. З серпня 1915 по 1916 рік навчався в учительській семінарії села Поліваново Подольського повіту Московської губернії. У 1916 — квітні 1918 року — студент Тульського учительського інституту. Одночасно з січня 1915 по квітень 1918 року працював репетитором.
Член РСДРП(б) з жовтня 1917 року.
У квітні — червні 1918 року — інструктор-агітатор Бельовського повітового військового комісаріату Тульської губернії.
У червні — вересні 1918 року — член президії, секретар виконавчого комітету Бельовської повітової ради Тульської губернії.
У вересні 1918 — березні 1920 року — голова виконавчого комітету Бельовської повітової ради Тульської губернії.
У березні — червні 1920 року — секретар Тульського губернського комітету РКП(б).
У червні — вересні 1920 року — член Ставропольського губернського комітету РКП(б).
У вересні — грудні 1920 року — начальник політичного відділу 9-ї кавалерійської дивізії 1-ї Кінної армії РСЧА на Південному фронті.
У грудні 1920 — квітні 1921 року — військовий комісар штабу, в квітні 1921 — липні 1922 року — заступник начальника, начальник політичного секретаріату, заступник військового комісара 3-го кінного корпусу РСЧА на Південному фронті.
У серпні — грудні 1922 року — голова виконавчого комітету Бельовської повітової ради Тульської губернії.
У січні — червні 1923 року — завідувач губернського комітету професійно-технічної освіти Тульського губернського відділу народної освіти.
У липні 1923 — грудні 1925 року — заступник завідувача, завідувач агітаційно-пропагандистського відділу Грозненського окружного комітету РКП(б).
У грудні 1925 — вересні 1927 року — слухач курсів марксизму при ЦК ВКП(б).
У вересні 1927 — серпні 1928 року — завідувач агітаційно-пропагандистського відділу Воронезького губернського комітету ВКП(б).
У серпні 1928 — липні 1929 року — відповідальний секретар Бєлгородського окружного комітету ВКП(б).
У серпні 1929 — травні 1932 року — слухач планово-економічного Інституту червоної професури в Москві.
У травні 1932 — січні 1933 року — заступник голови Московської обласної контрольної комісії ВКП(б) — робітничо-селянської інспекції.
У січні 1933 — березні 1934 року — заступник керівника закордонної інспекції Народного комісаріату робітничо-селянської інспекції СРСР у торговому представництві СРСР у Німеччині.
У березні 1934 — жовтні 1935 року — керівник закордонної інспекції Комісії радянського контролю при РНК СРСР у торговому представництві СРСР у Берліні (Німеччина).
У жовтні 1935 — липні 1937 року — керівник групи зовнішньої торгівлі Комісії радянського контролю при РНК СРСР. З червня 1937 року — т.в.о. секретаря Бюро Комісії радянського контролю при РНК СРСР.
31 липня 1937 — 5 листопада 1938 року — керуючий справами Ради народних комісарів СРСР.
З травня 1938 по грудень 1939 року — член Бюро Комісії радянського контролю при РНК СРСР.
У 1938—1941 роках — викладач політичної економії в Москві.
З червня 1941 року — у Червоній армії, учасник німецько-радянської війни. Служив заступником із політичної частини командира військової частини 947, старший політрук. Пропав безвісти в грудні 1941 року.